# 고리 히로무
고리 히로무(일본어: 郡 大夢, 1997년 9월 11일 ~ )는 일본의 축구 선수이다.

## 구단 경력
그는 2016년부터 2018년까지 J리그의 도쿄 베르디, 그루자 모리오카, 감바 오사카에서 활동하였다.